# Hervé Prouzet
Hervé Prouzet, né le 20 juin 1920 à Cauzac (Lot-et-Garonne) et mort le 6 janvier 2010 à Montauban (Tarn-et-Garonne) est un coureur cycliste français, professionnel de 1946 à 1957.
Son frère René a également été coureur cycliste indépendant en 1952 chez France-Sport-Dunlop.

## Palmarès
| Année | Résultats |
| ----- | --- |
| 1947  | 3e du Bordeaux-Cognac 3e du Circuit Pyrénéen                                                                       |
| 1949  | Bordeaux-Dax 3e du Grand Prix des Fêtes de Coux-et-Bigaroque                                                       |
| 1950  | Bordeaux-Cognac 2e du Tour de la Dordogne 2e du Circuit des Stations Thermales du Bigorre 3e du Bordeaux-Charentes |
| 1951  | 2e du Tour de Corrèze                                                                                              |
| 1953  | Tour de Dordogne Bordeaux-Angoulême Cap-Breton-Hossegor 2e du Grand Prix du Pneumatique 3e du Tour du Calvados     |
| 1954  | 1re étape du Tour de la Manche                                                                                     |
| 1955  | 1rea étape du Circuit de la Vienne 2e du Circuit du Cher 2e du Bol d'or des Monédières                             |
| 1956  | 3e du Circuit de l'Indre                                                                                           |

## Résultats sur les grands tours

### Tour de France
2 participations
- 1950 : abandon (17e étape)
- 1953 : abandon (4e étape)